# Norman Malcolm
Norman Malcolm (11 de junho de 1911 - 4 de agosto de 1990) foi um filósofo norte-americano.

## Biografia
Malcolm nasceu em Selden, Kansas. Ele estudou filosofia com Oets Kolk Bouwsma na Universidade de Nebraska, depois se matriculou como estudante de pós-graduação na Universidade de Harvard em 1933.
Na Universidade de Cambridge em 1938-9, ele conheceu G. E. Moore e Ludwig Wittgenstein. Malcolm assistiu às palestras de Wittgenstein sobre os fundamentos filosóficos da matemática ao longo de 1939 e permaneceu um dos amigos mais próximos de Wittgenstein. As memórias de Malcolm sobre seu tempo com Wittgenstein, publicadas em 1958, são amplamente aclamadas como um dos retratos mais cativantes e precisos da notável personalidade de Wittgenstein.
Depois de servir na Marinha dos Estados Unidos de 1942 a 1945, Malcolm, com sua esposa, Leonida, e seu filho, Raymond Charles Malcolm, residiu em Cambridge novamente em 1946-47. Ele viu bastante Wittgenstein durante esse período, e eles continuaram a se corresponder com frequência depois disso. Em 1947, Malcolm ingressou no corpo docente da Cornell University, onde lecionou até sua aposentadoria. Em 1949, Wittgenstein foi convidado dos Malcolms em Ithaca, Nova York. Naquele ano, Malcolm apresentou Oets Kolk Bouwsma a Wittgenstein. Bouwsma permaneceu perto de Wittgenstein até a morte de Wittgenstein em 1951.

## Obra filosófica
Em 1959, seu livro Dreaming foi publicado, no qual ele elaborou a questão de Wittgenstein sobre se realmente importava se as pessoas que contam sonhos "realmente tinham essas imagens enquanto dormiam, ou se apenas lhes parece ao acordar". Este trabalho foi também uma resposta às Meditações.
Fora isso, ele é conhecido por propagar a visão de que a filosofia do senso comum e a filosofia da linguagem comum são a mesma coisa. Ele geralmente apoiava a teoria de conhecimento e certeza de Moore, embora achasse o estilo e o método de argumentar de Moore ineficazes. Sua crítica dos artigos de Moore sobre ceticismo (e também sobre o argumento 'Aqui está uma mão' de Moore) estabelece as bases para o interesse renovado na filosofia do senso comum e na filosofia da linguagem comum.
Malcolm também foi um defensor de uma versão modal do argumento ontológico. Em 1960, ele argumentou que o argumento originalmente apresentado por Anselmo de Cantuária no segundo capítulo de seu Proslogion era apenas uma versão inferior do argumento proposto no capítulo três. Seu argumento é semelhante aos produzidos por Charles Hartshorne e Alvin Plantinga. Malcolm argumentou que um Deus não pode simplesmente existir como uma questão de contingência, mas deve existir em necessidade, se é que existe. Ele argumentou que, se Deus existe em contingência, sua existência está sujeita a uma série de condições que seriam maiores que Deus e isso seria uma contradição (referindo-se à definição de Deus de Anselmo como Aquilo do qual nada maior pode ser concebido).

## Publicações
Suas obras incluem:
- Ludwig Wittgenstein: A Memoir
- Moore and Ordinary Language
- Wittgenstein: A Religious Point Of View?
- Nothing Is Hidden: Wittgenstein's criticism of his early thought
- Problems of Mind: Descartes to Wittgenstein
- Knowledge and Certainty
- Consciousness and Causality (com D. M. Armstrong)
- Memory and Mind
- Dreaming and Skepticism
- Wittgenstein: The Relation of Language to Instinctive Behaviour (J.R.Jones Memorial Lecture) Publisher: University of Wales, Swansea (Dez. 1981) ISBN 0860760243
- Thought and knowledge
- Wittgensteinian themes (edit. Georg Henrik von Wright) and Dreaming.